# Sezon 2009/2010 w curlingu
Zestawienie rozgrywek curlingowych w sezonie 2009/2010.
|               | Zawody | 1.                                                                | 2.                                                                | 3.                                                                |
| ------------- | --- | ----------------------------------------------------------------- | ----------------------------------------------------------------- | ----------------------------------------------------------------- |
| Polska        | Turniej kwalifikacyjny do Mistrzostw Europy Mikstów Warszawa, 24–25 sierpnia 2009                                | Zrymowana Wiśnia                                                  | Team Cesarz                                                       | MCC Domatorzy                                                     |
|               | Mistrzostwa Europy Mikstów Praga, 26 września-3 października 2009                                                | Tom Brewster                                                      | Joel Ostrowski                                                    | Alan MacDougall                                                   |
| Polska        | Mistrzostwa Polski eliminacje, półfinały Gliwice, 7–11 października 2009 finały Cieszyn, 23–25 października 2009 | MKS Axel Toruń COCKTAIL (Krystyna Beniger)                        | MCC Warszawa (Agnieszka Ogrodniczek)                              | ŚKC Katowice (Justyna Beck)                                       |
| Polska        | Mistrzostwa Polski eliminacje, półfinały Gliwice, 7–11 października 2009 finały Cieszyn, 23–25 października 2009 | Sopot CC Wa ku'ta BLUES BROTHERS (Borys Jasiecki)                 | Media CC KNB Warszawa (Arkadiusz Detyniecki)                      | RKC Tartel Ruda Śl. (Maciej Cesarz)                               |
| Polska        | Mistrzostwa Polski Juniorów Cieszyn, 23–25 października 2009                                                     | AZS Gliwice Dzwoneczki (Elżbieta Ran)                             | ŚKC MOC TEAM (Agata Musik)                                        | RKC X-Treme (Magdalena Szołkiewicz)                               |
| Polska        | Mistrzostwa Polski Juniorów Cieszyn, 23–25 października 2009                                                     | ŚKC MARLEX TEAM (Tomasz Zioło)                                    | AZS Łódź (Aleksander Grzelka)                                     | AZS Gliwice Kaczory (Rafał Sypień)                                |
| Kanada        | Canadian Olympic Pre-Trials Prince George, 10–14 listopada 2009                                                  | Crystal Webster • Krista McCarville • Kelly Scott • Amber Holland | Crystal Webster • Krista McCarville • Kelly Scott • Amber Holland | Crystal Webster • Krista McCarville • Kelly Scott • Amber Holland |
| Kanada        | Canadian Olympic Pre-Trials Prince George, 10–14 listopada 2009                                                  | Jeff Stoughton • Pat Simmons • Jason Gunnlaugson • Wayne Middaugh |                                                                   |                                                                   |
|               | Mistrzostwa Strefy Pacyfiku Karuizawa, 12–19 listopada 2009                                                      | Wang Bingyu                                                       | Moe Meguro                                                        | Kim Yeom-yeomg                                                    |
| Wang Fengchun | Mistrzostwa Strefy Pacyfiku Karuizawa, 12–19 listopada 2009                                                      | Yusuke Morozumi                                                   | Kim Chang-min                                                     |                                                                   |
| Kanada        | Canadian Mixed Curling Championship Burlington, 15–22 listopada 2009                                             | Mark Dacey                                                        | Mark Bice                                                         | Jason Montgomery                                                  |
|               | Mistrzostwa Europy Aberdeen, 4–12 grudnia 2009                                                                   | Andrea Schöpp                                                     | Mirjam Ott                                                        | Angelina Jensen                                                   |
| Niklas Edin   | Mistrzostwa Europy Aberdeen, 4–12 grudnia 2009                                                                   | Ralph Stöckli                                                     | Thomas Ulsrud                                                     |                                                                   |
| Kanada        | Canadian Olympic Trials Edmonton, 6–13 grudnia 2009                                                              | Cheryl Bernard                                                    | Shannon Kleibrink                                                 | Krista McCarville                                                 |
| Kanada        | Canadian Olympic Trials Edmonton, 6–13 grudnia 2009                                                              | Kevin Martin                                                      | Glenn Howard                                                      | Jeff Stoughton                                                    |
|               | Europejski Challenge Juniorów Praga, 3-8 stycznia 2010                                                           | Corinna Scholz                                                    | Stephanie Nielsen                                                 | Anne Line Skårsmoen                                               |
| Iiro Sipola   | Europejski Challenge Juniorów Praga, 3-8 stycznia 2010                                                           | Joffrey Vincent                                                   | Lukáš Klíma Eduard Veltsman                                       |                                                                   |
|               | Mistrzostwa Strefy Pacyfiku Juniorów Nayoro, 11–17 stycznia 2010                                                 | Liu Jinli                                                         | Kim Eun-jung                                                      | Kai Tsuchiya                                                      |
| Ji Yansong    | Mistrzostwa Strefy Pacyfiku Juniorów Nayoro, 11–17 stycznia 2010                                                 | Yuta Matsumura                                                    | Kris Miller                                                       |                                                                   |
|               | Casino Rama Curling Skins Game Rama, 16–17 stycznia 2010                                                         | David Murdoch                                                     | Randy Ferbey                                                      | Kevin Martin                                                      |
| Kanada        | Canadian Junior Curling Championships Sorel-Tracey, 16–24 stycznia 2010                                          | Rachel Homan                                                      | Dailene Sivertson                                                 | Kendra Lilly                                                      |
| Kanada        | Canadian Junior Curling Championships Sorel-Tracey, 16–24 stycznia 2010                                          | Jake Walker                                                       | Alex Forrest                                                      | Braeden Moskowy                                                   |
| Kanada        | Scotties Tournament of Hearts Sault Ste. Marie, 30 stycznia-7 lutego 2010                                        | Jennifer Jones                                                    | Kathy O’Rourke                                                    | Krista McCarville                                                 |
|               | Challenge Ameryk Grafton, 5-7 lutego 2010                                                                        | Pete Fenson                                                       | Celso Kossaka                                                     | –                                                                 |
| Polska        | Ogólnopolska Olimpiada Młodzieży Świdnica, 16–18 lutego 2010                                                     | City CC Świry                                                     | AZS Gliwice GET ON TOP                                            | City CC W1                                                        |
| Polska        | Ogólnopolska Olimpiada Młodzieży Świdnica, 16–18 lutego 2010                                                     | City CC Łosie 2                                                   | AZS Łódź                                                          | AZS Gliwice                                                       |
|               | Zimowe Igrzyska Olimpijskie Vancouver, 16–27 lutego 2010                                                         | Anette Norberg                                                    | Cheryl Bernard                                                    | Wang Bingyu                                                       |
| Kevin Martin  | Zimowe Igrzyska Olimpijskie Vancouver, 16–27 lutego 2010                                                         | Thomas Ulsrud                                                     | Markus Eggler                                                     |                                                                   |
|               | Mistrzostwa Świata Juniorów Flims, 5–14 marca 2010                                                               | Anna Hasselborg                                                   | Rachel Homan                                                      | Alexandra Carlson                                                 |
| Peter de Cruz | Mistrzostwa Świata Juniorów Flims, 5–14 marca 2010                                                               | Ally Fraser                                                       | Jake Walker                                                       |                                                                   |
| Kanada        | Tim Hortons Brier Halifax, 6–14 marca 2010                                                                       | Kevin Koe                                                         | Glenn Howard                                                      | Brad Jacobs                                                       |
|               | Zimowe Igrzyska Paraolimpijskie Vancouver, 13–20 marca 2010                                                      | Jim Armstrong                                                     | Kim Hak-sung                                                      | Jalle Jungnell                                                    |
|               | Mistrzostwa Świata Kobiet Swift Current, 20–28 marca 2010                                                        | Andrea Schöpp                                                     | Eve Muirhead                                                      | Jennifer Jones                                                    |
| Kanada        | Canadian Senior Curling Championships Ottawa, 20–28 marca 2010                                                   | Christine Jurgenson                                               | Heidi Hanlon                                                      | Vicky Barrett                                                     |
| Kanada        | Canadian Senior Curling Championships Ottawa, 20–28 marca 2010                                                   | Mark Johnson                                                      | Gareth Parry                                                      | Brad Heidt                                                        |
|               | Mistrzostwa Świata Mężczyzn Cortina d’Ampezzo, 3–11 kwietnia 2010                                                | Kevin Koe                                                         | Torger Nergård                                                    | David Smith                                                       |
|               | Mistrzostwa Świata Par Mieszanych Czelabińsk, 18–24 kwietnia 2010                                                | Petr Dron, Jana Nekrosowa                                         | Sean Becker, Bridget Becker                                       | Zhang Zhipeng, Sun Yue                                            |
|               | Mistrzostwa Świata Seniorów Czelabińsk, 18–24 kwietnia 2010                                                      | Colleen Pinkney                                                   | Renate Nedkoff                                                    | Ingrid Meldahl                                                    |
| Paul Pustovar | Mistrzostwa Świata Seniorów Czelabińsk, 18–24 kwietnia 2010                                                      | Bruce Delaney                                                     | Hugh Millikin                                                     |                                                                   |

## Eliminacje do Mistrzostw Kanady 2010
| Prowincja                  | Kobiety                                                                           | Kobiety           | Mężczyźni                                                               | Mężczyźni           |
| -------------------------- | --------------------------------------------------------------------------------- | ----------------- | ----------------------------------------------------------------------- | ------------------- |
| Alberta                    | AB Scotties Tournament of Hearts Calgary, 6–10 stycznia 2010                      | Valerie Sweeting  | Boston Pizza Cup Olds, 3-7 lutego 2010                                  | Kevin Koe           |
| Jukon                      | Yukon/NWT Scotties Tournament of Hearts Yellowknife, 7–10 stycznia 2010           | Sharon Cormier    | Yukon/NWT Men’s Curling Championship Whitehorse, 6-9 lutego 2010        | Jamie Koe           |
| Kolumbia Brytyjska         | BC Scotties Tournament of Hearts Vernon, 4–10 stycznia 2010                       | Kelly Scott       | Canadian Direct Insurance BC Men’s Provincials Vernon, 1-7 lutego 2010  | Jeff Richard        |
| Manitoba                   | MB Scotties Tournament of Hearts Killarney, 6–10 stycznia 2010                    | Jill Thurston     | Safeway Championship Steinbach, 10–14 lutego 2010                       | Jeff Stoughton      |
| Northern Ontario           | –                                                                                 | –                 | The Dominion NO Provincial Men’s Championship Sudbury, 9–14 lutego 2010 | Brad Jacobs         |
| Nowa Fundlandia i Labrador | NL Scotties Tournament of Hearts Gander, 6–10 stycznia 2010                       | Shelley Nichols   | NL Provincial Men’s Curling Championship St. John’s, 2-7 lutego 2010    | Brad Gushue         |
| Nowa Szkocja               | NS Scotties Tournament of Hearts Liverpool, 5–10 stycznia 2010                    | Nancy McConnery   | NS Men’s Molson Provincial Championship Mayflower, 3-7 lutego 2010      | Ian Fitzner-LeBlanc |
| Nowy Brunszwik             | NB Scotties Tournament of Hearts Saint John, 6–10 stycznia 2010                   | Andrea Kelly      | Alexander Keith’s Tankard Moncton, 3-7 lutego 2010                      | James Grattan       |
| Ontario                    | ON Scotties Tournament of Hearts Thunder Bay, 4–10 stycznia 2010                  | Krista McCarville | ON Men’s Curling Championship Greater Napanee, 1-7 lutego 2010          | Glenn Howard        |
| Quebec                     | Championnat Provincial des Coeurs Scotties Montreal, 3–10 stycznia 2010           | Eve Bélisle       | Championnat provincial de curling masculin Shawinigan, 7–14 lutego 2010 | Serge Reid          |
| Saskatchewan               | SaskPower Provincial Scotties Tournament of Hearts Kindersley, 6–10 stycznia 2010 | Amber Holland     | SaskTel Provincial Mens Championship Lumsden, 10–14 lutego 2010         | Darrell McKee       |
| Wyspa Księcia Edwarda      | PEI Scotties Tournament of Hearts Montague, 2-5 stycznia 2010                     | Erin Carmody      | Labatt Tankard Alberton, 4-7 lutego 2010                                | Rod MacDonald       |
| –                          | Scotties Tournament of Hearts 2009 Victoria, 21 lutego–1 marca 2009               | Jennifer Jones    | –                                                                       | –                   |

## CTRS
| #  | Kobiety               | Kobiety | Mężczyźni          | Mężczyźni |
| #  | Drużyna               | Pkt.    | Drużyna            | Pkt.      |
| -- | --------------------- | ------- | ------------------ | --------- |
| 1  | Jennifer Jones        | 239 480 | Kevin Martin       | 255 850   |
| 2  | Cheryl Bernard        | 208 820 | Glenn Howard       | 235 600   |
| 3  | Kelly Scott           | 156 880 | Brad Gushue        | 187 020   |
| 4  | Amber Holland         | 154 080 | Kevin Koe          | 172 710   |
| 5  | Shannon Kleibrink     | 118 680 | Jeff Stoughton     | 167 120   |
| 6  | Stefanie Lawton       | 111 360 | Randy Ferbey       | 154 110   |
| 7  | Krista McCarville     | 107 400 | Mike McEwen        | 149 710   |
| 8  | Crystal Webster       | 105 940 | Wayne Middaugh     | 138 070   |
| 9  | Jo-Ann Rizzo          | 86 430  | Bob Ursel          | 122 550   |
| 10 | Cathy King            | 85 260  | Pat Simmons        | 113 880   |
| 11 | Eve Belisle           | 77 990  | Dale Matchett      | 96 260    |
| 12 | Heather Nedohin       | 70 260  | Jean-Michel Ménard | 94 810    |
| 13 | Valerie Sweeting      | 58 280  | Jason Gunnlaugson  | 93 040    |
| 14 | Rachel Homan          | 56 630  | Kerry Burtnyk      | 83 250    |
| 15 | Cathy Auld            | 47 040  | Peter Corner       | 80 080    |
| 16 | Kerri Flett           | 43 320  | Ted Appelman       | 78 350    |
| 17 | Janet Harvey          | 41 700  | Martin Ferland     | 73 040    |
| 18 | Jacqueline Harrison   | 40 120  | Brad Jacobs        | 70 315    |
| 19 | Julie Histings        | 39 590  | Reid Carruthers    | 67 100    |
| 20 | Marie-France Larouche | 35 780  | Greg Balsdon       | 66 460    |